# إدوارد إس. روجرز سينيور
إدوارد إس. روجرز سينيور هو شخصية أعمال كندي، ولد في 21 يونيو 1900 في تورونتو في كندا، وتوفي بنفس المكان في 6 مايو 1939.